# Labus sollicitus
Labus sollicitus är en stekelart som beskrevs av Giordani Soika. Labus sollicitus ingår i släktet Labus och familjen Eumenidae. Inga underarter finns listade i Catalogue of Life.